# Municipio de Sargeant
El municipio de Sargeant (en inglés: Sargeant Township) es un municipio ubicado en el condado de Mower en el estado estadounidense de Minnesota. En el año 2010 tenía una población de 310 habitantes y una densidad poblacional de 3,38 personas por km².

## Geografía
El municipio de Sargeant se encuentra ubicado en las coordenadas 43°48′18″N 92°44′53″O / 43.80500, -92.74806. Según la Oficina del Censo de los Estados Unidos, el municipio tiene una superficie total de 91.7 km², de la cual 91,7 km² corresponden a tierra firme y (0 %) 0 km² es agua.

## Demografía
Según el censo de 2010, había 310 personas residiendo en el municipio de Sargeant. La densidad de población era de 3,38 hab./km². De los 310 habitantes, el municipio de Sargeant estaba compuesto por el 99,03 % blancos, el 0,32 % eran de otras razas y el 0,65 % eran de una mezcla de razas. Del total de la población el 1,61 % eran hispanos o latinos de cualquier raza.